# جواد اقدار
جواد اقدار (عربی: جواد أقدار؛ ۹ سپتامبر ۱۹۸۴ – ۲۰ اکتبر ۲۰۱۲) بازیکن فوتبال اهل مراکش بود.
از باشگاه‌هایی که در آن بازی کرده‌است می‌توان به باشگاه فوتبال الرائد، باشگاه فوتبال المپیک خریبکه، باشگاه فوتبال مغرب تطوان، باشگاه فوتبال حسینیه اکادیر، باشگاه فوتبال ارتش سلطنتی مراکش، و باشگاه فوتبال الاهلی عربستان سعودی اشاره کرد.
وی همچنین در تیم ملی فوتبال مراکش بازی کرده‌است.